# Тёмная пятнистая акула
Тёмная пятнистая акула (Bythaelurus canescens) — один из видов рода (Bythaelurus), семейство кошачьих акул (Scyliorhinidae). Это малоизученный глубоководный вид, который впервые был описан немецким ихтиологом Альбертом Гюнтером в журнале «Annals and Magazine of Natural History».

## Ареал
Это эндемичный вид, обитающий на континентальном шельфе в южной части Тихого океана у берегов Перу и Чили на глубине от 200 м до 700 м.

## Описание
Максимальная длина 124 см.

## Биология
Размножается, откладывая по 2 яйца, заключённых в твёрдую капсулу за один раз. Рацион состоит из глубоководных креветок, в частности Heterocarpus reedi и мелких рыб.

## Взаимодействие с человеком
В качестве прилова у побережья Чили попадает в сети глубоководных креветочных траулеров, а также при добыче чёрного конгрио (Genypterus blacodes) и патагонского клыкача (Dissostichus eleginoides). Информация по прилову этого вида у берегов Перу отсутствует. Данных для оценки состояния сохранности данного вида недостаточно.